# Grand Prix Rakouska 2014
Grand Prix Rakouska 2014 (oficiálně Formula 1 Grosser Preis Von Österreich 2014) se jela na okruhu Red Bull Ring ve Spielbergu v Rakousku dne 22. června 2014. Závod byl osmým v pořadí v sezóně 2014 šampionátu Formule 1.

## Kvalifikace
| Poř.                       | No. | Jezdec            | Konstruktér             | Časy v kvalifikaci | Časy v kvalifikaci | Časy v kvalifikaci | Pořadí na startu |
| Poř.                       | No. | Jezdec            | Konstruktér             | Q1                 | Q2                 | Q3                 | Pořadí na startu |
| -------------------------- | --- | ----------------- | ----------------------- | ------------------ | ------------------ | ------------------ | ---------------- |
| 1                          | 19  | Felipe Massa      | Williams-Mercedes       | 1:10.292           | 1:09.239           | 1:08.759           | 1                |
| 2                          | 77  | Valtteri Bottas   | Williams-Mercedes       | 1:10.356           | 1:09.096           | 1:08.846           | 2                |
| 3                          | 6   | Nico Rosberg      | Mercedes                | 1:09.695           | 1:08.974           | 1:08.944           | 3                |
| 4                          | 14  | Fernando Alonso   | Ferrari                 | 1:10.405           | 1:09.479           | 1:09.285           | 4                |
| 5                          | 3   | Daniel Ricciardo  | Red Bull Racing-Renault | 1:10.395           | 1:09.638           | 1:09.466           | 5                |
| 6                          | 20  | Kevin Magnussen   | McLaren-Mercedes        | 1:10.081           | 1:09.473           | 1:09.515           | 6                |
| 7                          | 26  | Daniil Kvjat      | Toro Rosso-Renault      | 1:09.678           | 1:09.490           | 1:09.619           | 7                |
| 8                          | 7   | Kimi Räikkönen    | Ferrari                 | 1:10.285           | 1:09.657           | 1:10.795           | 8                |
| 9                          | 44  | Lewis Hamilton    | Mercedes                | 1:09.514           | 1.09.092           | Bez času           | 9                |
| 10                         | 27  | Nico Hülkenberg   | Force India-Mercedes    | 1:10.389           | 1:09.624           | Bez času           | 10               |
| 11                         | 11  | Sergio Pérez      | Force India-Mercedes    | 1:10.124           | 1:09.754           |                    | 15               |
| 12                         | 22  | Jenson Button     | McLaren-Mercedes        | 1:10.252           | 1:09.780           |                    | 11               |
| 13                         | 1   | Sebastian Vettel  | Red Bull Racing-Renault | 1:10.630           | 1:09.801           |                    | 12               |
| 14                         | 13  | Pastor Maldonado  | Lotus-Renault           | 1:10.821           | 1:09.939           |                    | 13               |
| 15                         | 25  | Jean-Éric Vergne  | Toro Rosso-Renault      | 1:10.161           | 1:10.073           |                    | 14               |
| 16                         | 8   | Romain Grosjean   | Lotus-Renault           | 1:10.461           | 1:10.642           |                    | PL               |
| 17                         | 99  | Adrian Sutil      | Sauber-Ferrari          | 1:10.825           |                    |                    | 16               |
| 18                         | 21  | Esteban Gutiérrez | Sauber-Ferrari          | 1:11.349           |                    |                    | 17               |
| 19                         | 17  | Jules Bianchi     | Marussia-Ferrari        | 1:11.412           |                    |                    | 18               |
| 20                         | 10  | Kamui Kobajaši    | Caterham-Renault        | 1:11.673           |                    |                    | 19               |
| 21                         | 4   | Max Chilton       | Marussia-Ferrari        | 1:11.775           |                    |                    | 21               |
| 22                         | 9   | Marcus Ericsson   | Caterham-Renault        | 1:12.673           |                    |                    | 20               |
| 107% času vítěze: 1:14.379 |     |                   |                         |                    |                    |                    |                  |
| Zdroj:                     |     |                   |                         |                    |                    |                    |                  |

Poznámky
1. ↑  Sergio Pérez obdržel trest posunu o 5 míst vzad za zavinění kolize v předchozím závodě.
2. ↑  Romain Grosjean musel kvůli výměně převodovky a změny nastavení startovat z boxové uličky.
3. ↑  Max Chilton obdržel trest posunu o 3 místa vzad za zavinění kolize v předchozím závodě.

## Závod
| Poř.   | No. | Jezdec            | Konstruktér             | Počet kol | Čas/Odstoupení | Pořadí na startu | Body |
| ------ | --- | ----------------- | ----------------------- | --------- | -------------- | ---------------- | ---- |
| 1      | 6   | Nico Rosberg      | Mercedes                | 71        | 1:27:54.976    | 3                | 25   |
| 2      | 44  | Lewis Hamilton    | Mercedes                | 71        | +1.932         | 9                | 18   |
| 3      | 77  | Valtteri Bottas   | Williams-Mercedes       | 71        | +8.172         | 2                | 15   |
| 4      | 19  | Felipe Massa      | Williams-Mercedes       | 71        | +17.357        | 1                | 12   |
| 5      | 14  | Fernando Alonso   | Ferrari                 | 71        | +18.553        | 4                | 10   |
| 6      | 11  | Sergio Pérez      | Force India-Mercedes    | 71        | +28.546        | 15               | 8    |
| 7      | 20  | Kevin Magnussen   | McLaren-Mercedes        | 71        | +32.031        | 6                | 6    |
| 8      | 3   | Daniel Ricciardo  | Red Bull Racing-Renault | 71        | +43.522        | 5                | 4    |
| 9      | 27  | Nico Hülkenberg   | Force India-Mercedes    | 71        | +44.137        | 10               | 2    |
| 10     | 7   | Kimi Räikkönen    | Ferrari                 | 71        | +47.777        | 8                | 1    |
| 11     | 22  | Jenson Button     | McLaren-Mercedes        | 71        | +50.966        | 11               |      |
| 12     | 13  | Pastor Maldonado  | Lotus-Renault           | 70        | +1 kolo        | 13               |      |
| 13     | 99  | Adrian Sutil      | Sauber-Ferrari          | 70        | +1 kolo        | 16               |      |
| 14     | 8   | Romain Grosjean   | Lotus-Renault           | 70        | +1 kolo        | PL               |      |
| 15     | 17  | Jules Bianchi     | Marussia-Ferrari        | 69        | +2 kola        | 18               |      |
| 16     | 10  | Kamui Kobajaši    | Caterham-Renault        | 69        | +2 kola        | 19               |      |
| 17     | 4   | Max Chilton       | Marussia-Ferrari        | 69        | +2 kola        | 21               |      |
| 18     | 9   | Marcus Ericsson   | Caterham-Renault        | 69        | +2 kola        | 20               |      |
| 19     | 21  | Esteban Gutiérrez | Sauber-Ferrari          | 69        | +2 kola        | 17               |      |
| Ret    | 25  | Jean-Éric Vergne  | Toro Rosso-Renault      | 59        | Brzdy          | 14               |      |
| Ret    | 1   | Sebastian Vettel  | Red Bull Racing-Renault | 34        | Elektronika    | 12               |      |
| Ret    | 26  | Daniil Kvjat      | Toro Rosso-Renault      | 24        | Zavěšení       | 7                |      |
| Zdroj: |     |                   |                         |           |                |                  |      |

## Průběžné pořadí po závodě
Pohár jezdců
|  | Pořadí | Jezdec           | Body |
|  | ------ | ---------------- | ---- |
|  | 1      | Nico Rosberg     | 165  |
|  | 2      | Lewis Hamilton   | 136  |
|  | 3      | Daniel Ricciardo | 83   |
|  | 4      | Fernando Alonso  | 79   |
|  | 5      | Sebastian Vettel | 60   |

Pohár konstruktérů
|   | Pořadí | Konstruktér             | Body |
| - | ------ | ----------------------- | ---- |
|   | 1      | Mercedes                | 301  |
|   | 2      | Red Bull Racing-Renault | 143  |
|   | 3      | Ferrari                 | 98   |
|   | 4      | Force India-Mercedes    | 87   |
| 1 | 5      | Williams-Mercedes       | 85   |